# Bellenaves
Bellenaves est une commune française située dans le département de l'Allier, en région Auvergne-Rhône-Alpes.
Ses habitants sont appelés les Bellenavois,.

## Géographie

### Localisation
La commune se trouve dans la région Auvergne-Rhône-Alpes, département de l'Allier. Elle est située à la limite des contreforts du Massif central et se trouvait à l'origine dans l'ancienne province d'Auvergne.
L'ouest de la commune est couvert par la forêt des Colettes. Un projet d'implantation d'éoliennes au cœur de la forêt, sur le territoire de la commune, rencontre une importante opposition,.
Neuf communes sont limitrophes de Bellenaves :
| Chirat-l'Église   |            | Chezelle, Monestier |
| Coutansouze       | Bellenaves | Taxat-Senat         |
| Veauce, Lalizolle | Valignat   | Naves               |

### Transports
L'autoroute A71 passe à proximité du bourg, mais il n'y a pas de sortie à ce niveau. La commune est traversée par plusieurs routes départementales :
- la route départementale 987, ancienne route nationale 687, en direction de Chantelle et Saint-Pourçain-sur-Sioule ou Saint-Éloy-les-Mines ;
- la RD 43 en direction d'Ébreuil et Monestier ;
- la RD 68 en direction de Naves ;
- la RD 180 en direction de Veauce ;
- la RD 223 en direction de Taxat-Senat.

Une gare est implantée sur la ligne de Commentry à Gannat, où s'arrêtent des trains TER Auvergne-Rhône-Alpes effectuant la relation entre les gares de Clermont-Ferrand et de Montluçon-Ville.

## Toponymie
Bellenaves vient, comme le montre par exemple le linguiste Ernest Nègre, du gaulois « Bellamnavam » qui rappelle la présence d'un sanctuaire au dieu celte Belenos.
En dérive par la suite Balanave, le nom du village en bourbonnais du Croissant, langue où se rejoignent et se mélangent la langue occitane et la langue d'oïl.

### Climat
Pour des articles plus généraux, voir Climat d'Auvergne-Rhône-Alpes et Climat de l'Allier.
En 2010, le climat de la commune est de type climat océanique dégradé des plaines du Centre et du Nord, selon une étude du CNRS s'appuyant sur une série de données couvrant la période 1971-2000. En 2020, Météo-France publie une typologie des climats de la France métropolitaine dans laquelle la commune est exposée à un climat de montagne ou de marges de montagne et est dans une zone de transition entre les régions climatiques « Ouest et nord-ouest du Massif Central » et « Nord-est du Massif Central ».
Pour la période 1971-2000, la température annuelle moyenne est de 11 °C, avec une amplitude thermique annuelle de 16,1 °C. Le cumul annuel moyen de précipitations est de 697 mm, avec 9,3 jours de précipitations en janvier et 7,1 jours en juillet. Pour la période 1991-2020, la température moyenne annuelle observée sur la station météorologique de Météo-France la plus proche, « Echassières_sapc », sur la commune d'Échassières à 11 km à vol d'oiseau, est de 10,3 °C et le cumul annuel moyen de précipitations est de 847,3 mm,. Pour l'avenir, les paramètres climatiques de la commune estimés pour 2050 selon différents scénarios d'émission de gaz à effet de serre sont consultables sur un site dédié publié par Météo-France en novembre 2022.

## Urbanisme

### Typologie
Au 1er janvier 2024, Bellenaves est catégorisée commune rurale à habitat dispersé, selon la nouvelle grille communale de densité à 7 niveaux définie par l'Insee en 2022.
Elle est située hors unité urbaine et hors attraction des villes,.

### Occupation des sols

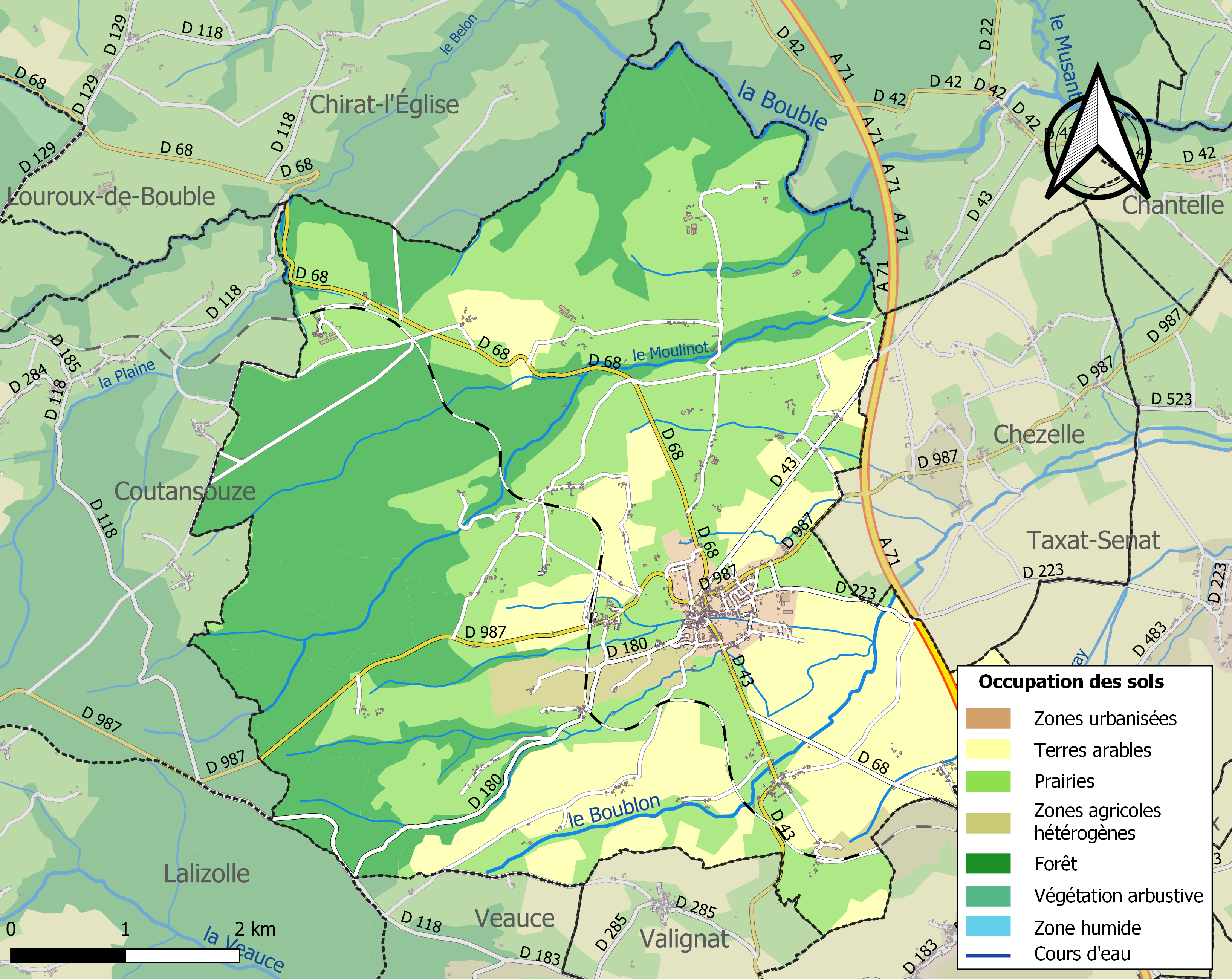
Carte des infrastructures et de l'occupation des sols de la commune en 2018 (CLC).

L'occupation des sols de la commune, telle qu'elle ressort de la base de données européenne d’occupation biophysique des sols Corine Land Cover (CLC), est marquée par l'importance des territoires agricoles (63,9 % en 2018), une proportion sensiblement équivalente à celle de 1990 (64,6 %). La répartition détaillée en 2018 est la suivante : 
prairies (38,8 %), forêts (33,8 %), terres arables (22,6 %), zones agricoles hétérogènes (2,5 %), zones urbanisées (2,3 %).
L'IGN met par ailleurs à disposition un outil en ligne permettant de comparer l’évolution dans le temps de l’occupation des sols de la commune (ou de territoires à des échelles différentes). Plusieurs époques sont accessibles sous forme de cartes ou photos aériennes : la carte de Cassini (XVIIIe siècle), la carte d'état-major (1820-1866) et la période actuelle (1950 à aujourd'hui).

## Histoire
Depuis le Moyen Âge et jusqu'en 1789, la commune faisait partie de l'ancienne province du Bourbonnais issue de la seigneurie de Bourbon médiévale.
Selon des références non validées, ce bourg « connaît un grand essor avec la création d’un prieuré dépendant de l’abbaye bénédictine de Menat aux XIIe et XIIIe siècles que Bellenaves. Une seigneurie est créée plus tard et sera transformée en marquisat au XVIIe siècle. Bellenaves produisait alors du vin comme dans toute la région mais au XIXe siècle, le phylloxéra a détruit le vignoble. Les vignes ont été alors replantées mais la production de vin a finalement disparu dans les années 1960. L’histoire de Bellenaves a laissé peu de traces : il y eut certainement des établissements ruraux gallo-romains au voisinage de Chantelle-la-Vieille, nœud de voies antiques au passage de la Bouble, et le sarcophage mérovingien trouvé au Passelan, il y a quelques années, signe à cette époque l’existence d’une église au voisinage ».
En 1841, la commune de Bellenaves est réunie à celle de Saint-Bonnet-Tizon, elle-même créée en 1830 par la fusion des communes de Saint-Bonnet-de-Bellenaves et de Tizon. Ladite commune de Saint-Bonnet-de-Bellenaves porta, au cours de la période révolutionnaire de la Convention nationale (1792-1795), le nom de Mont-sur-Bellenave.

## Politique et administration

### Découpage territorial
Bellenaves a fait partie du district de Gannat et fut chef-lieu de canton jusqu'en 1802, celui-ci ayant été transféré à Ébreuil. Elle a été rattachée à l'arrondissement de Gannat de 1801 à 1926 puis à celui de Montluçon de 1926 à 2016. Depuis le 1er janvier 2017, afin que les arrondissements du département « correspondent à une meilleure cohérence administrative et [à une] adaptation aux bassins de vie », la commune passe dans l'arrondissement de Vichy.
Depuis les élections départementales de 2015, la commune est également rattachée au canton de Gannat.
Bellenaves fait partie :
- jusqu'en 2016, de la communauté de communes Sioule, Colettes et Bouble ;
- depuis le 1er janvier 2017, de la communauté de communes Saint-Pourçain Sioule Limagne.

### Liste des maires
| Période                                  | Période                     | Identité          | Étiquette | Qualité                                                                           |
| ---------------------------------------- | --------------------------- | ----------------- | --------- | --------------------------------------------------------------------------------- |
| Les données manquantes sont à compléter. |                             |                   |           |                                                                                   |
| mars 1959                                | juin 1995                   | Félicien Barthoux | PCF       | Conseiller général du canton d'Ébreuil (1976-1994)                                |
| juin 1995                                | mai 2020                    | Dominique Bidet   | PCF       | Agriculteur Conseiller général du canton d'Ébreuil (1994-2015) réélu en mars 2014 |
| mai 2020                                 | En cours (au 21 avril 2021) | Nicole Hauchart   |           | Retraitée de la fonction publique                                                 |

## Population et société

### Démographie
L'évolution du nombre d'habitants est connue à travers les recensements de la population effectués dans la commune depuis 1793. Pour les communes de moins de 10 000 habitants, une enquête de recensement portant sur toute la population est réalisée tous les cinq ans, les populations de référence des années intermédiaires étant quant à elles estimées par interpolation ou extrapolation. Pour la commune, le premier recensement exhaustif entrant dans le cadre du nouveau dispositif a été réalisé en 2005.

En 2022, la commune comptait 986 habitants, en évolution de −3,52 % par rapport à 2016 (Allier : −1,38 %, France hors Mayotte : +2,11 %).
| 1793  | 1800  | 1806  | 1821  | 1831  | 1836  | 1841  | 1846  | 1851  |
| ----- | ----- | ----- | ----- | ----- | ----- | ----- | ----- | ----- |
| 1 900 | 1 882 | 1 749 | 1 141 | 2 237 | 2 222 | 2 662 | 2 726 | 2 724 |

| 1856  | 1861  | 1866  | 1872  | 1876  | 1881  | 1886  | 1891  | 1896  |
| ----- | ----- | ----- | ----- | ----- | ----- | ----- | ----- | ----- |
| 2 716 | 2 673 | 2 528 | 2 725 | 2 616 | 2 603 | 2 442 | 2 388 | 2 275 |

| 1901  | 1906  | 1911  | 1921  | 1926  | 1931  | 1936  | 1946  | 1954  |
| ----- | ----- | ----- | ----- | ----- | ----- | ----- | ----- | ----- |
| 2 232 | 2 169 | 2 037 | 1 668 | 1 673 | 1 600 | 1 590 | 1 524 | 1 362 |

| 1962  | 1968  | 1975  | 1982  | 1990  | 1999  | 2005  | 2006  | 2010  |
| ----- | ----- | ----- | ----- | ----- | ----- | ----- | ----- | ----- |
| 1 324 | 1 196 | 1 118 | 1 104 | 1 006 | 1 003 | 1 030 | 1 025 | 1 015 |

| 2015  | 2020 | 2022 | - | - | - | - | - | - |
| ----- | ---- | ---- | - | - | - | - | - | - |
| 1 016 | 985  | 986  | - | - | - | - | - | - |

### Enseignement
Bellenaves dépend de l'académie de Clermont-Ferrand.
Les élèves commencent leur scolarité à l'école élémentaire publique Félicien-Barthoux. Ils poursuivent au collège Jean-Baptiste-Desfilhes, géré par le conseil départemental de l'Allier, puis dans le lycée de Saint-Pourçain-sur-Sioule.

## Culture locale et patrimoine

### Lieux et monuments

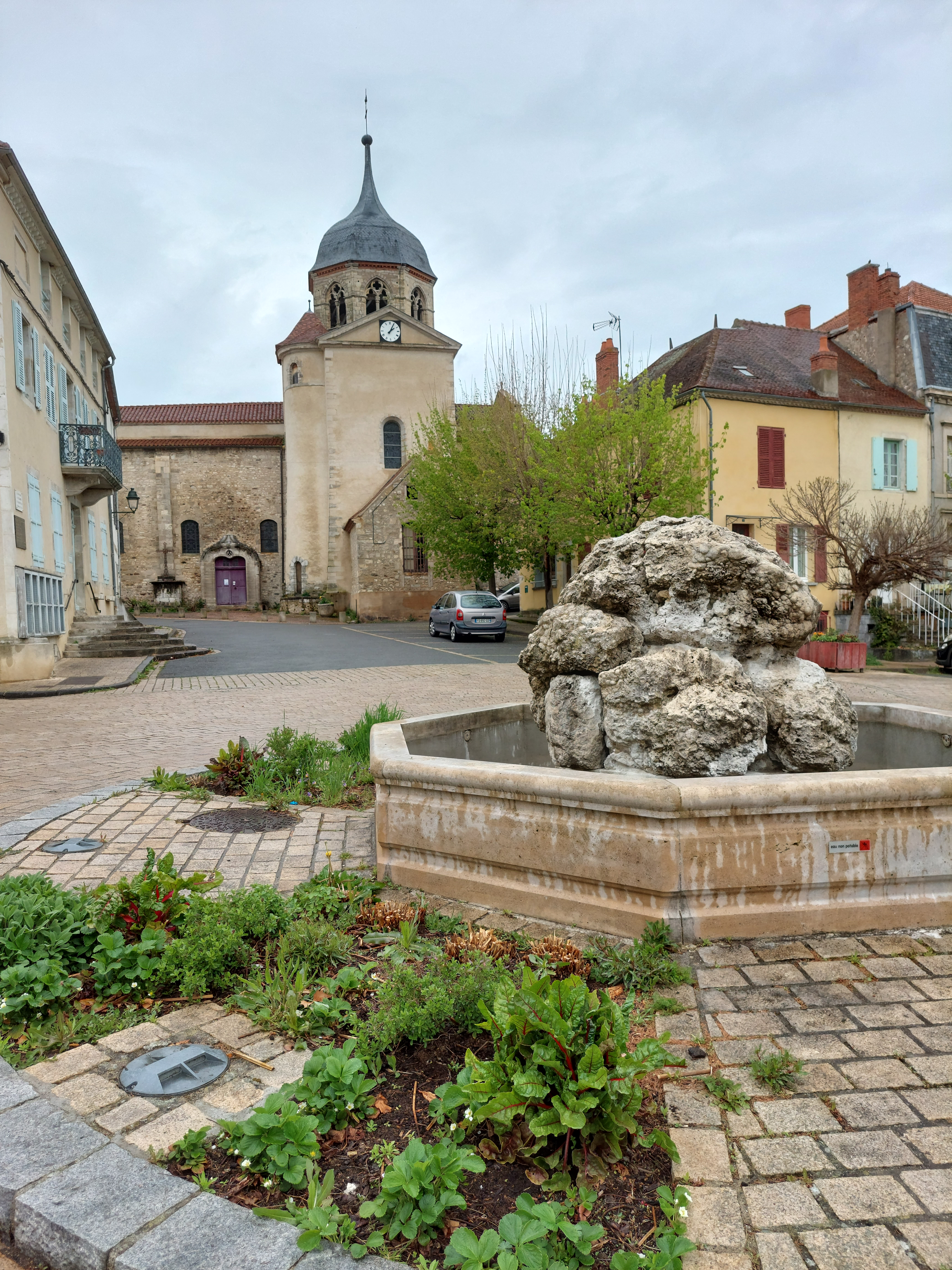
Église Saint-Martin

- Église Saint-Martin[32] classée aux monuments historiques le 8 juillet 1911). Cette église romane du XIIe siècle est d'inspiration nettement bourguignonne par sa décoration. Elle comprend notamment une superbe façade d'inspiration bourguignonne avec un tympan sculpté qui présente sur son linteau la Cène et un clocher octogonal gothique. L'église est éclairée par des vitraux, dont deux sont l'œuvre de François Baron-Renouard. Propriété de la commune.
- Château de Bellenaves[33], inscrit aux monuments historiques. Époque de construction : dernier quart du XIVe siècle ; XVe et XVIIIe siècles.

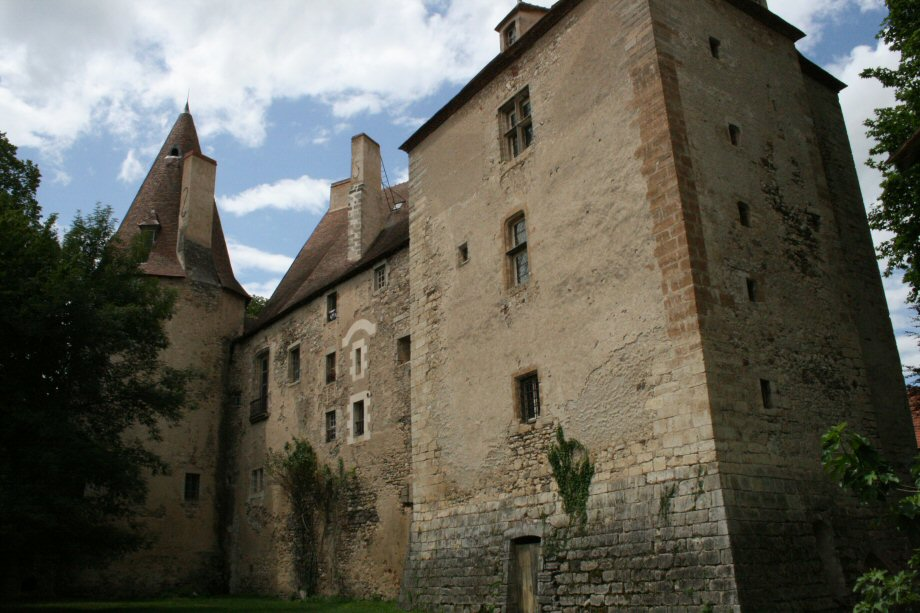
Château de Bellenaves.

- Le Peschin, maison forte, à l'origine d'une importante famille féodale[34].
- Château du Beyrat[35] (XIVe – XVIIIe siècles).
- Musée Automobile[36] (situé au village de Saint-Bonnet-de-Tizon) : ouvert depuis juillet 2000, il offre une collection de 45 véhicules dont un quart est renouvelé chaque année. C'est le seul musée automobile d'Auvergne.
- Statue de Notre-Dame de la Défense, élevée en 1895 sur la colline dominant le bourg à l'ouest (en direction de la gare) en exécution du vœu fait par le curé de la paroisse en 1870.

### Personnalités liées à la commune
- Étienne-François Dutour de Salvert, homme de sciences du XVIIIe siècle, vécut au château de Bellenaves pendant une dizaine d'années ; ses descendants y habitèrent jusqu'au XXe siècle.
- Philippe Alfonsi, grand reporter, et la princesse Xenia Schirinsky-Schikhmatoff, propriétaires du château de Bellenaves.

### Héraldique
| Blason de Bellenaves | Blason  | Coupé : au 1er parti au I d'or à cinq arbres arrachés au naturel, au II d'azur à un lion d'or, au 2e de gueules à saint Martin partageant son manteau avec un pauvre, le tout d'or,.                                                                               |
| Blason de Bellenaves | Détails | Les arbres sont pour la forêt des Colettes, qui couvre la partie ouest de la commune. Le lion sur azur correspond aux armes de la famille de Bellenaves. Enfin, saint Martin est le patron de la paroisse locale. Le statut officiel du blason reste à déterminer. |

### Événements
Le congrès fondateur de l'Union communiste libertaire s'est déroulé à Bellenaves en juin 2019.